# Produttività marginale del lavoro
La produttività marginale del lavoro, in economia, misura l'incremento di prodotto dovuto ad un'unità aggiuntiva di forza lavoro.

## La curva della produttività marginale del lavoro

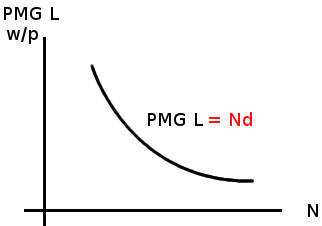
La curva della produttività marginale del lavoro(PMG L). In ordinata ci sono i salari reali (w/p) e il livello della produttività marginale del lavoro in relazione a N, il livello di occupazione. In rosso è specificato che la curva della produttività marginale del lavoro coincide, nella teoria neoclassica, con quella della domanda di lavoro

Sia nell'economia neoclassica, sia nella teoria di John Maynard Keynes, l'andamento della curva della produttività marginale del lavoro è decrescente, in quanto si assume che ogni unità aggiuntiva di forza lavoro applicata ai beni capitali produrrà un incremento di produzione sempre minore. Mentre gli economisti neoclassici fecero coincidere la curva della produttività marginale del lavoro con quella della domanda di lavoro, Keynes rifiutò questa impostazione, sostenendo che la domanda di lavoro era stimolata dal livello della domanda effettiva, e che la curva della produttività marginale del lavoro andava letta in quanto tale: non sono i salari reali che, data la produttività marginale, determinano il livello dell'occupazione, ma è il livello della produzione e, quindi, dell'occupazione che, data la produttività marginale, determina i salari reali.
La produttività del lavoro è un quoziente  di non agevole interpretazione, perché trascura del tutto gli effetti di composizione, in particolare del denominatore, che invece hanno una rilevanza particolarmente forte: le variazioni di legislazione e i movimenti demografici modificano l'offerta di lavoro e possono determinare risultati che alterano di molto l'interpretazione del fenomeno produttività.